# Žuti volujac
Žuti volujac (vrbolistni volujac, velecvjetni volujac, lat. Buphthalmum salicifolium), jedna od tri priznate vrste glavočika iz roda volujac raširena po srednjoj i južnoj Europi, uključujući i Hrvatsku. Raste po livadama, šumskim čistinama i rubovima šumna.
Ime vrste došlo je po listovima koji su nalik vrbinim. Naraste do 70cm visine. Cvjetovi žuti. Cvate od lipnja do rujna

## Podvrste
1. Buphthalmum salicifolium subsp. flexile (Bertol.) Garbari
2. Buphthalmum salicifolium subsp. salicifolium